# 질 레메즈
질 레메즈(영어: Jill Remez)는 미국의 배우로, 여러 영화와 텔레비전 프로그램에 출연했다. 인형극 연기자로도 잘 알려져 있는데, 짐 헨슨 컴퍼니의 미스 피기를 연기한 배우 중 한 명이었다. 이외에도 텔레비전 연속극 《패션즈》에서 후아니타 바스케스 역을 맡았다.